# 5612 Nevskij
5612 Nevskij è un asteroide della fascia principale. Scoperto nel 1975, presenta un'orbita caratterizzata da un semiasse maggiore pari a 2,4852853 UA e da un'eccentricità di 0,1003141, inclinata di 7,74640° rispetto all'eclittica.